# René Kos
René Kos (Langedijk, 17 de octubre de 1955) es un deportista neerlandés que compitió en ciclismo en la modalidad de pista, especialista en la prueba de medio fondo.
Ganó tres medallas en el Campeonato Mundial de Ciclismo en Pista entre los años 1980 y 1983.
Fue asistente de director del equipo ciclista Vlasman CT en 2019 y del Scorpions Racing Team en 2023.

## Medallero internacional
| Campeonato Mundial | Campeonato Mundial    | Campeonato Mundial | Campeonato Mundial |
| Año                | Lugar                 | Medalla            | Competición        |
| ------------------ | --------------------- | ------------------ | ------------------ |
| 1980               | Besanzón (Francia)    | Medalla de plata   | Medio fondo (P)    |
| 1981               | Brno (Checoslovaquia) | Medalla de oro     | Medio fondo (P)    |
| 1983               | Zúrich (Suiza)        | Medalla de plata   | Medio fondo (P)    |